# Musée Ross Memorial

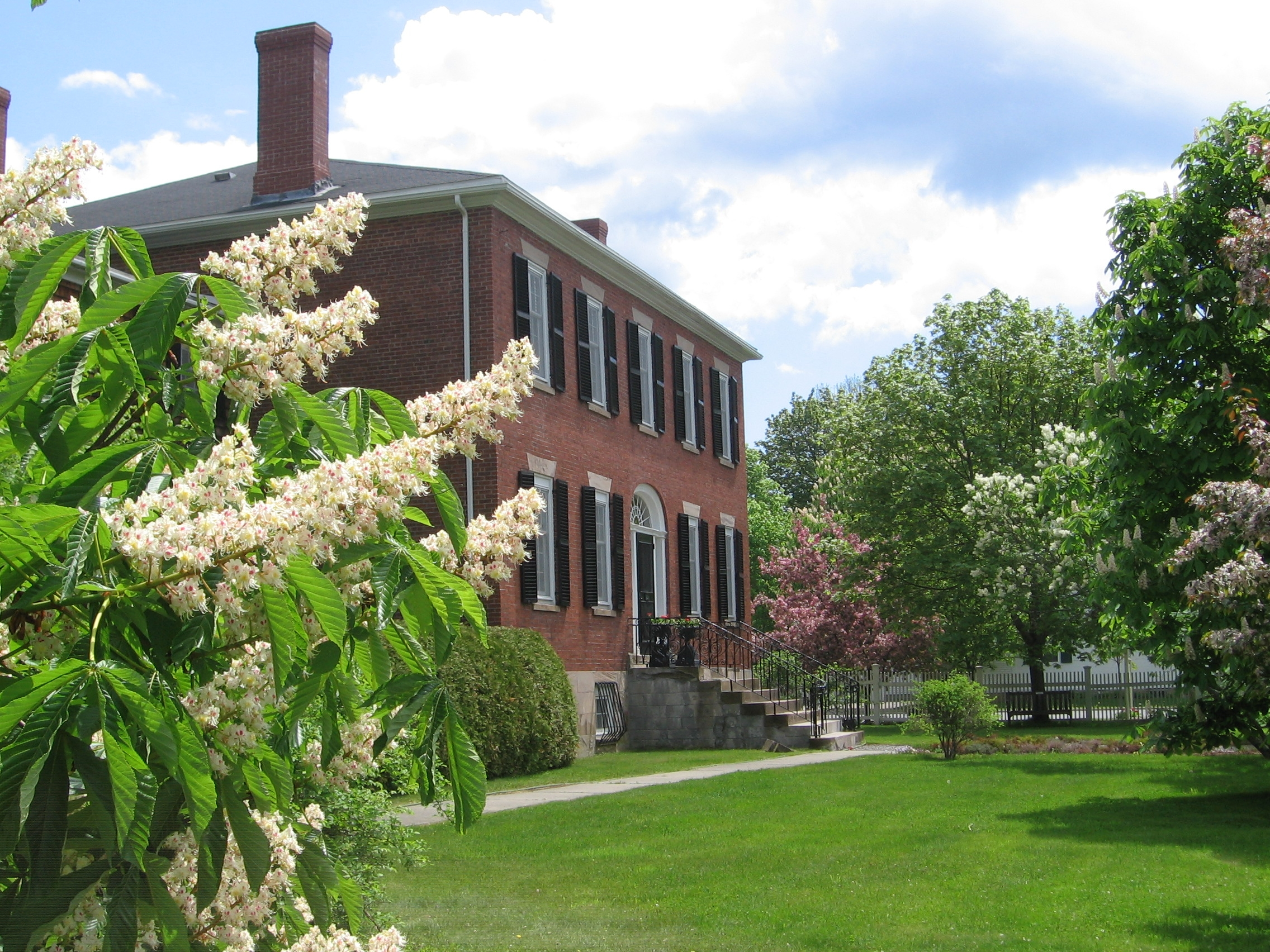
Ross Memorial Museum

Le Musée Ross Memorial (Chestnut Hall) est un musée situé dans une maison du XIXe siècle dans le quartier historique de Saint-Andrews (Nouveau-Brunswick).
La maison dont l'adresse est 188, rue Montague à St. Andrews, était la propriété de Sarah Juliette Ross et son mari, Henry Phipps Ross. C'est un bon exemple de bâtiment en briques de style néo-classique. La maison a été construite en 1824, et reconnue formellement en 2007.

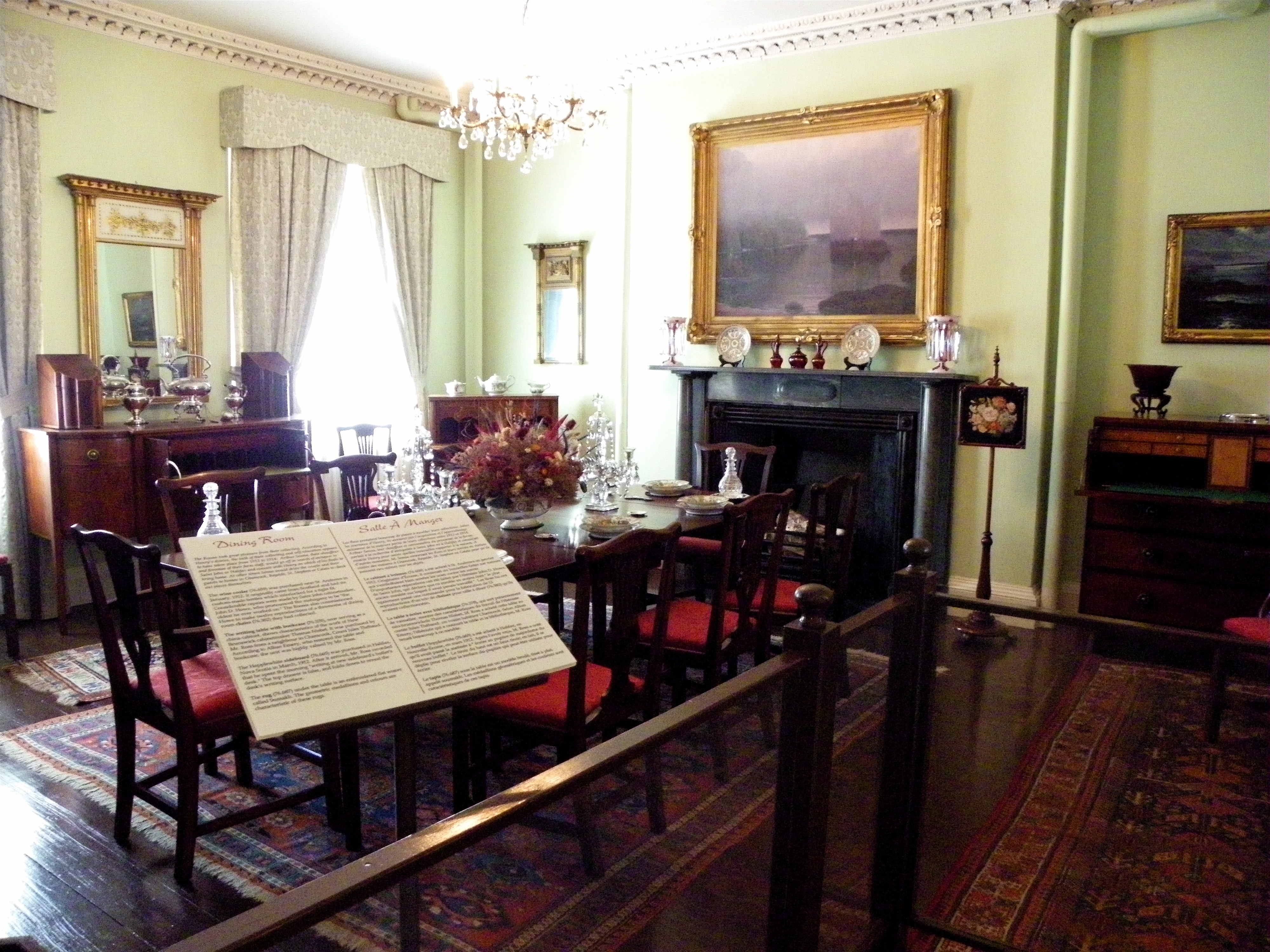
Salon du musée Ross